# Polivinil-alcol ossidasi
La polivinil-alcol ossidasi è un enzima appartenente alla classe delle ossidoreduttasi, che catalizza la seguente reazione:
polivinil alcol + O2 ⇄ polivinil alcol ossidato + H2O2